# Emma (2020)
Emma ist eine Filmkomödie von Autumn de Wilde, die auf dem gleichnamigen Roman von Jane Austen basiert und am 14. Februar 2020 in die Kinos im Vereinigten Königreich kam. Ein Kinostart in den USA erfolgte am 21. Februar 2020, in Deutschland am 5. März 2020.

## Produktion

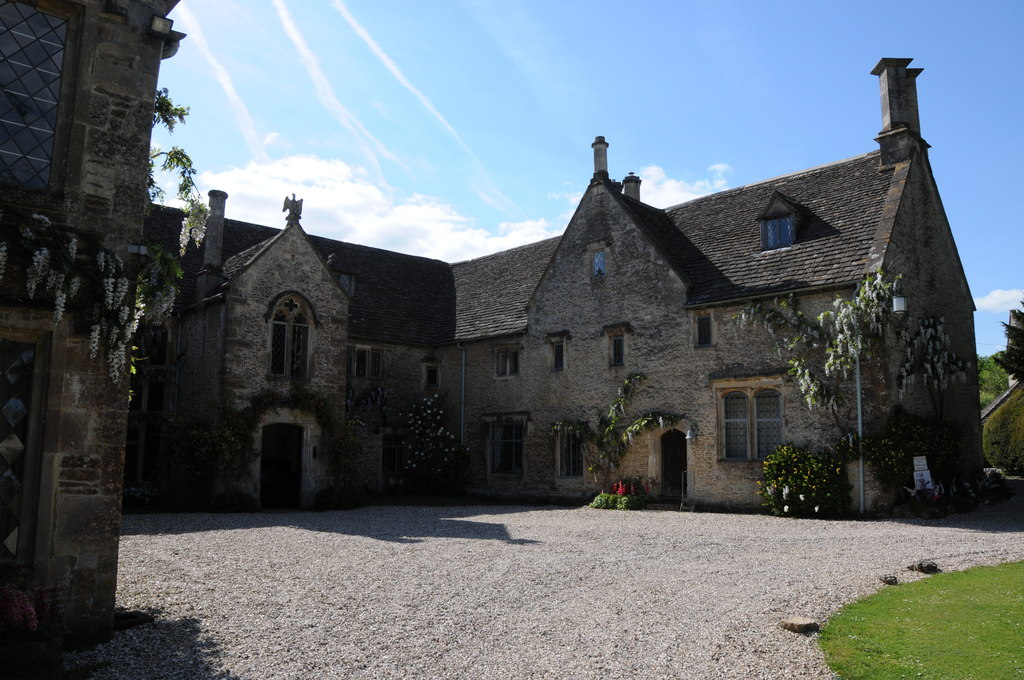
Chavenage House bei Tetbury in Gloucestershire, Wohnsitz von Emma Woodhouse

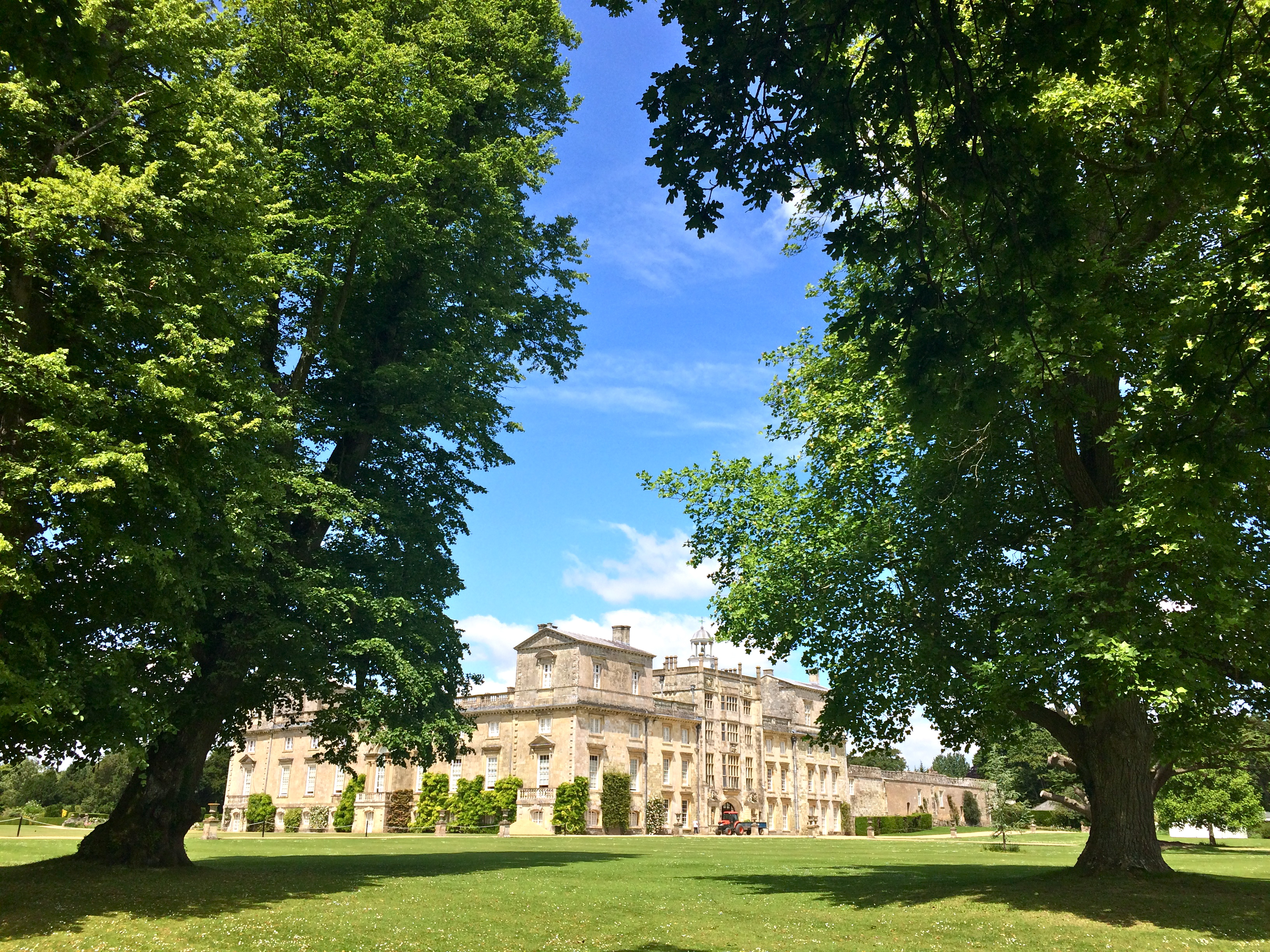
Wilton House & Park, Wohnsitz von Mr. Knightley

Der Film basiert auf dem gleichnamigen Roman von Jane Austen, der von Eleanor Catton für den Film sehr nah am Text adaptiert wurde unter weitgehender Verwendung der originalen Dialoge des Romans. Autumn de Wilde gab mit dem Film ihr Regiedebüt.
Im Oktober 2018 wurde die Besetzung mit Anya Taylor-Joy bekannt, die in der Titelrolle von Emma Woodhouse zu sehen ist. Im Dezember 2018 folgte der britische Sänger und Schauspieler Johnny Flynn, der George Knightley spielt.
Die Dreharbeiten fanden an mehreren Orten in England statt: in Chavenage House in Tetbury (Gloucestershire), im Kingston Bagpuize House & Garden in Oxfordshire, in Wilton House in Salisbury und in Firle Place in Lewes, ein Haus aus der Entstehungszeit des Romans, das sich weitgehend noch im originalen Zustand befindet und das zum ersten Mal zum Spielort eines Films wurde.
Autumn de Wilde konnte sich bei ihrem Debütfilm auf ein erfahrenes Team von Mitarbeitern stützen. Für das Setdesign verantwortlich war Kave Quinn, die Kostüme schuf die mit einem Oscar und vier weiteren Oscar-Nominierungen ausgezeichnete Kostümbildnerin Alexandra Byrne und verantwortlicher Kameramann war der ebenfalls mehrfach ausgezeichnete Christopher Blauvelt. Filmeditor Nick Emerson hat u. a. bereits mit Neil Jordan, Paul McGuigan oder William Oldroyd zusammengearbeitet.
Die Filmmusik komponierte Isobel Waller-Bridge. Die Klaviersonate in F-Dur von Wolfgang Amadeus Mozart spielt Amber Anderson selbst auf einem Hammerklavier. Das Duett „Drink To Me Only With Thine Eyes“ (Text Ben Jonson), das in England sehr populär ist, singen und spielen Amber Anderson und Johnny Flynn selbst.
Das Soundtrack-Album, das insgesamt 35 Musikstücke umfasst, wurde Mitte Februar 2020 von Back Lot Music als Download veröffentlicht.
Ein erster Trailer wurde im November 2019 vorgestellt. Der Film kam am 14. Februar 2020 im Vereinigten Königreich in die Kinos. Ein Kinostart in den USA erfolgte am 21. Februar 2020.

## Rezeption

### Kritiken und Einspielergebnis
Der Film konnte bislang 86 Prozent aller Kritiker bei Rotten Tomatoes überzeugen und erhielt hierbei eine durchschnittliche Bewertung von 7,3 der möglichen 10 Punkte.
Caryn James von The Hollywood Reporter spricht von einer weitgehend originalgetreuen Adaption, die von Autumn de Wilde wunderschön inszeniert wurde und deren Besetzung es versteht, Witz und Romantik in Einklang zu bringen. Die Periodendetails seien extravagant und manchmal überwältigend. Christopher Blauvelts Kamera sei an sich schon hübsch, von Knightleys Haus mit einer riesigen Kunstgalerie bis hin zur weitläufigen grünen Landschaft, die reizende Ausstattung von Kave Quinn könne aber von den sozialen und romantischen Themen des Films ablenken, so James. Alexandra Byrnes Kostüme fielen bis auf einen grellen Fehltritt weniger auf. Mia Goth mache Harriet zur sympathischsten und bewegendsten Figur des Films und fange deren Verwirrtheit und Unsicherheit ein.
Die Filmkritikerin Antje Wessels schreibt, die zwischen abgehoben, allzu sehr bemüht menschennah und selbstbewusst changierende Darbietung von Anya Taylor-Joy mache ganz einfach Spaß, und sie und Goth animierten sich gegenseitig zu Höchstleistungen, aus denen Letztere nochmal heraussticht. Die betonte Albernheit im Spiel sämtlicher Figuren führe nicht nur vor Augen, was für hanebüchen-platte Dialoge in Filmen und Büchern dieses Kalibers mitunter als sinnhafte Prosa verkauft werden, sie führe uns vor allem die skurrilen Gepflogenheiten und Gebräuche der feinen Gesellschaft vor Augen, so Wessels. Aufgrund der nie niederträchtig oder gar zynisch, sondern auf eine amüsant-parodistische Weise, wie es zuletzt auch schon Yorgos Lanthimos mit The Favourite gelungen sei, dürfte dieser Film durchaus Pate für Emma gestanden haben.
Die Deutsche Film- und Medienbewertung versah den Film mit dem Prädikat besonders wertvoll. In der Begründung heißt es, De Wilde inszeniere ungewöhnlich musikalisch und habe erkannt, dass Jane Austen im Grunde eine komische Autorin ist. So mache sie aus skurrilen Figuren wie etwa Emmas phlegmatischem und hypochondrischem Vater die eigentlichen Sympathieträger des Films.
Die weltweiten Einnahmen des Films aus Kinovorführungen belaufen sich auf 25,6 Millionen US-Dollar.

### Auszeichnungen (Auswahl)
Boston Society of Film Critics Awards 2020
- Runner-up in der Kategorie Best New Filmmaker (Autumn de Wilde)[16]

British Academy Film Awards 2021
- Nominierung für die Besten Kostüme (Alexandra Byrne)[17]

Chicago Film Critics Association Awards 2020
- Auszeichnung für das Beste Kostümdesign (Alexandra Byrne)
- Nominierung für die Beste Art Direction[18][19]

Costume Designers Guild Awards 2021
- Nominierung in der Kategorie „Period Film“ (Alexandra Byrne)[20]

Critics’ Choice Movie Awards 2021
- Nominierung für das Beste Szenenbild (Kave Quinn & Stella Fox)
- Nominierung für die Besten Kostüme (Alexandra Byrne)
- Nominierung für das Beste Make-up und die besten Frisuren[21]

Golden Globe Awards 2021
- Nominierung als Beste Hauptdarstellerin – Komödie oder Musical (Anya Taylor-Joy)[22]

Oscarverleihung 2021
- Nominierung für das Beste Kostümdesign (Alexandra Byrne)
- Nominierung für das Beste Make-up und die besten Frisuren (Marese Langan, Laura Allen und Claudia Stolze)

Satellite Awards 2020
- Nominierung als Beste Hauptdarstellerin – Komödie oder Musical (Anya Taylor-Joy)
- Nominierung für das Beste Kostümdesign (Alexandra Byrne)

Set Decorators of America Awards 2021
- Nominierung für das Beste Szenenbild in einem historischen Film (Stella Fox & Kave Quinn)[23]

## Synchronisation
Die deutsche Synchronisation entstand nach einem Dialogbuch und der Dialogregie von Antonia Ganz im Auftrag der Berliner Synchron GmbH Wenzel Lüdecke.
| Darsteller      | Synchronsprecher    | Rolle              |
| --------------- | ------------------- | ------------------ |
| Anya Taylor-Joy | Lina Rabea Mohr     | Emma Woodhouse     |
| Johnny Flynn    | Julius Jellinek     | George Knightley   |
| Bill Nighy      | Frank Glaubrecht    | Mr. Woodhouse      |
| Mia Goth        | Friedel Morgenstern | Harriet Smith      |
| Myra McFadyen   | Marion Musiol       | Mrs. Bates         |
| Josh O’Connor   | Roman Wolko         | Mr. Elton          |
| Callum Turner   | Max Felder          | Frank Churchill    |
| Rupert Graves   | Frank Röth          | Mr. Weston         |
| Gemma Whelan    | Isabelle Schmidt    | Mrs. Weston        |
| Chloe Pirrie    | Svantje Wascher     | Isabella Knightley |
| Oliver Chris    | Johannes Raspe      | John Knightley     |
| Suzy Bloom      | Elvira Schuster     | Miss Gilbert       |
| Tanya Reynolds  | Marieke Oeffinger   | Mrs. Elton         |

## Sonstiges
Emma von Autumn de Wilde ist der vierte Spielfilm seit 1995 nach Jane Austens Roman. Für das Fernsehen existieren acht weitere Fassungen als Film bzw. als Miniserie.
Die beiden Schauspielerinnen Anya Taylor-Joy (Emma Woodhouse), als auch Amber Anderson (Jane Fairfax) spielten wirklich auch das Pianoforte.
Der Schauspieler und Musiker Johnny Flynn (George Knightley) spielte nicht nur im Duett die Geige zu dem Musikstück Drink to Me Only with Thine Eye mit Anderson am Klavier, sondern komponierte und spielte auch noch das Musikstück Queen Bee, welches während des Abspanns zu hören ist.